# لمور موشی بزرگ کاکرل
 لمور موشی بزرگ کاکرل (نام علمی: Microcebus coquereli) نام یک گونه از سرده لمورهای موشی است.